# Osmdesátiletá válka
Osmdesátiletá válka neboli Nizozemská revoluce (nizozemsky Nederlandse Opstand), též Nizozemská válka za nezávislost, jsou označení období nizozemských povstání a bojů za nezávislost proti španělské nadvládě s pomocí Anglie a Francie mezi roky 1568 a 1648. Samotná datace však není zcela jednotná, například nizozemský historik Pieter Geyl vyčleňuje z osmdesátileté války pojem nizozemská revoluce, jehož počátek posouvá až k roku 1555, kdy končil svoji vládu Karel V., a ukončuje ho rokem 1609, kdy bylo podepsáno dvanáctileté příměří.

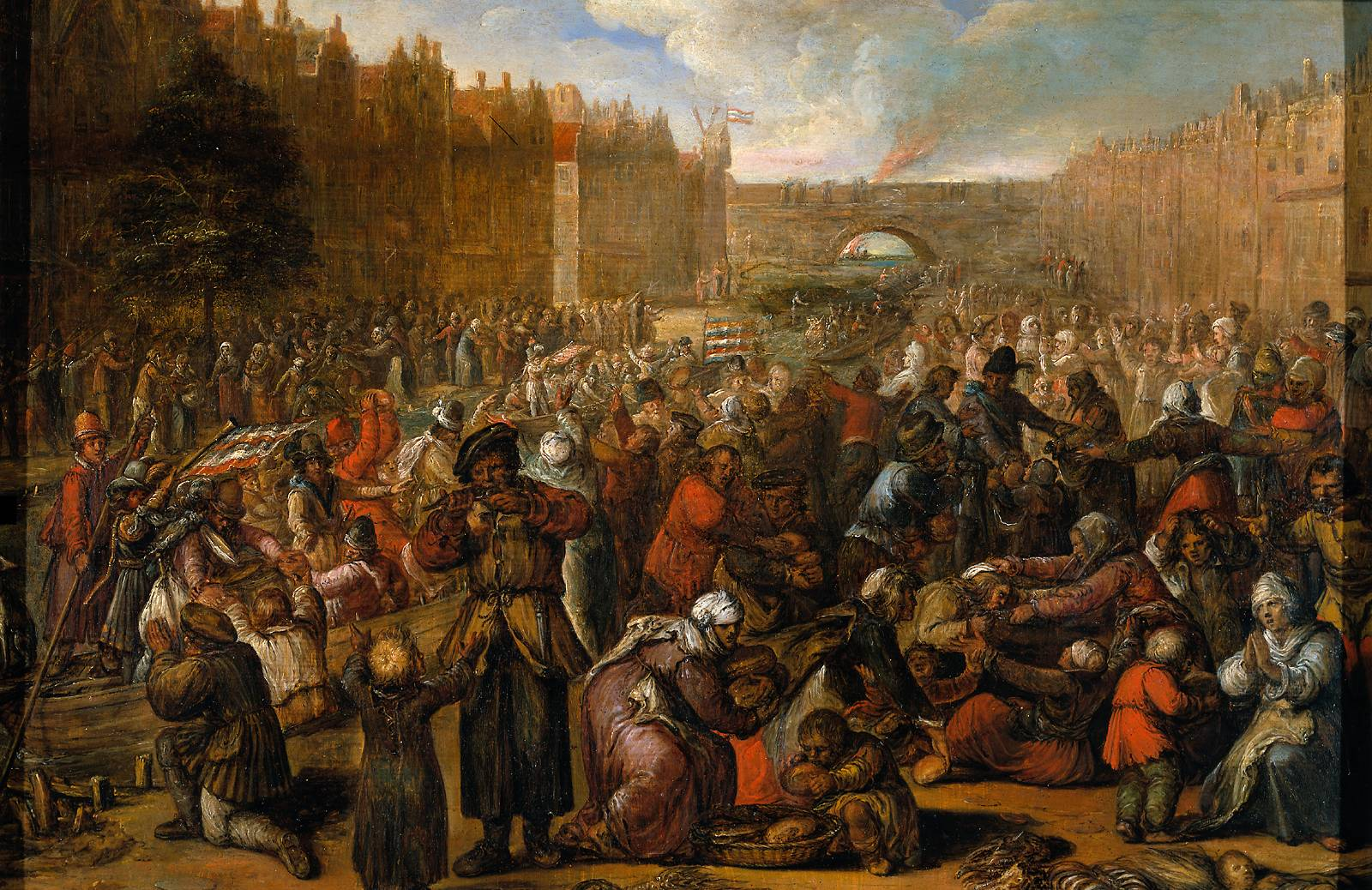
Leiden po obléhání v roce 1574 od Otty van Veen

Münsterský mír roku 1648 uzavřel osmdesátiletou válku s tím, že Republika spojených nizozemských provincií obdržela nezávislost.